# Operacja Czarny Książę
Operacja Czarny Książę (Tor Shezada) – operacja wojskowa rozpoczęta 30 lipca 2010 roku przez wojsko brytyjskie wspierane przez siły rządowe przeciwko talibom w prowincji Helmand.

## Geneza
Kampania w prowincji Helmand rozpoczęła się w 2006.
W 2009 w prowincji Helmand przeprowadzono kilka wielkich operacji, które na celu miały zwiększyć bezpieczeństwo w prowincji podczas wyborów w Afganistanie. Jednak ich skutek militarny był mierny, bowiem rebelia talibów nie została poważnie zachwiana. W lutym 2010 w wyniku Operacji Musztarak zdobyto miasto Mardża, jednak mimo deklarowanego zwycięstwa nad talibami, nadal kontynuowana była przemoc.

## Operacja
Celem operacji było wyparcie talibów w środkowych partiach Helmandu wokół miasta Sayedebad i wsparcie żyjących tam Afgańczyków. W operacji wziął udział brytyjski 1. batalion z The Duke Of Lancaster's Regiment i afgańska 3. Brygada z 215. Korpusu.
Operacja rozpoczęła się we wczesnych godzinach porannych 30 lipca 2010 pod osłoną ciemności. Operacja w pierwszych dniach przebiegała pomyślnie dla ISAF-u. Zdobyto strategiczny punkt operacji – Sayedebad. Zorganizowano szurę, na której starszyzna plemienna udzieliła poparcia dla wojsk międzynarodowych. Następnie rozpoczęła się akcja rozminowywania dróg.
W wyniku operacji planowana była też odbudowa szkoły i kliniki w Sayedebadzie przez brytyjski Provincial Reconstruction Team.